# Diana DeGarmo
Diana Nicole DeGarmo, född 16 juni 1987 i Birmingham, Alabama, är en amerikansk sångare och Broadwayskådespelare. 2004 kom hon kom tvåa i den tredje säsongen av American Idol. Av cirka 65 miljoner röster vann Fantasia Barrino, fast med endast 2 % av rösterna.

## Musik
DeGarmo gav ut singeln "Dreams" 2004. Låten är skriven av den Chris Braide, Desmond Child och Andreas Carlsson. Singeln innehåller också två andra låtar, en cover på Melissa Manchesters "Don't Cry Out Loud" och hennes version av vinnarlåten "I Believe", skriven av Louis Biancaniello, Sam Watters och Tamyra Gray, som var med i första säsongen av American Idol. DeGarmos debutalbum, Blue Skies, gavs ut 2004.

## Diskografi
Album
2004 – Blue Skies
EPs
- 2009 – Unplugged in Nashville
- 2012 – Live to Love

Singlar
- 2004 – "Dreams"
- 2004 – "Emotional"
- 2012 – "Good Goodbye"